# Gió mùa

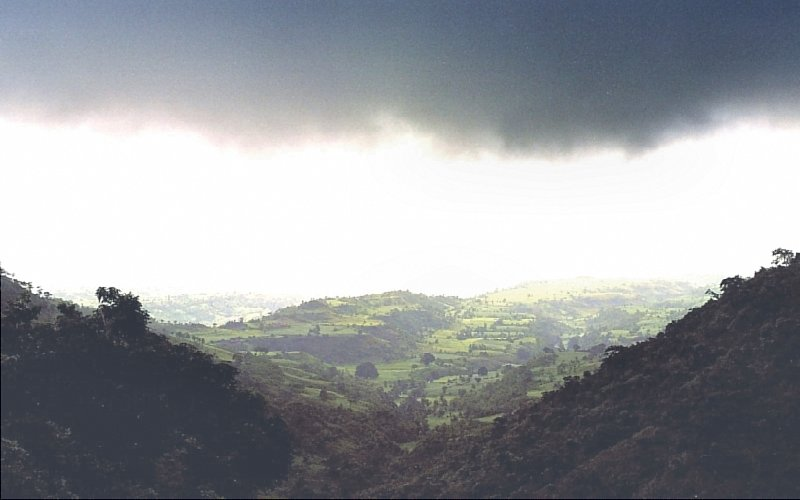
Gió mùa trên dãy núi Vindhya ở miền Trung Ấn Độ

Gió mùa là một loại gió đổi hướng theo mùa. Thuật ngữ này vốn được sử dụng cho gió mùa tại Biển Ả Rập và Ấn Độ Dương. Có hai loại gió mùa: gió mùa mùa đông và gió mùa mùa hè.
Ở khu vực Đông Á và Đông Nam Á vào mùa hạ ở bán cầu Bắc, khu vực chí tuyến nóng nhất do đó hình thành trung tâm áp thấp Giản (Nam Á) [do đại dương nhiều nên hình thành khí áp thấp]. Vì vậy, gió Mậu dịch từ bán cầu Nam vượt qua Xích đạo bị lệch hướng trở thành gió tây nam, đem theo không khí mát mẻ, nhiều hơi ẩm và mưa lớn.
Vào mùa đông, gió mùa thổi từ lục địa châu Á ra, đem theo không khí khô và lạnh.
Càng gần về xích đạo, gió ấm dần lên. Gió mùa đông thổi thành từng đợt. Mỗi khi gió về, ở vùng gần chí tuyến trời trở lạnh trong vài ba ngày, đôi khi kéo dài tới hàng tuần.